# Eleições presidenciais no Cazaquistão em 2011
As eleições presidenciais cazaques de 2011 foram realizadas em 3 de abril para eleger o presidente do Cazaquistão, tendo sido originalmente agendadas para 2012. As eleições foram convocadas após um plano para realizar um referendo, para aumentar os limites de mandato do presidente, para 2020 foi rejeitado pelo Conselho Constitucional.
Nazarbayev foi reeleito para um quarto mandato com 95% dos votos e 90% de participação, contra três candidatos nominais. A Organização para a Segurança e Cooperação na Europa (OSCE) reclamou da falta de transparência e concorrência na votação.

## Contexto
Um referendo sobre a prorrogação dos limites de mandato presidencial foi proposto para ser realizado por volta de março de 2011. O mandato do presidente Nursultan Nazarbayev deveria expirar em 2012 e o referendo teria contornado as próximas duas eleições programadas. Teria sido o segundo referendo sobre a prorrogação do mandato de Nazarbayev, o primeiro em 1995 tendo estendido seu mandato até 2000, enquanto em 2007 o parlamento alterou a lei eleitoral para permitir que os candidatos concorram sem limites de mandato.
Embora Nazarbayev tenha rejeitado a proposta, ela ainda teria ido adiante se 80% dos parlamentares (100% controlados por seu partido) votassem a favor, ou se uma petição pública obteve pelo menos 200.000 assinaturas. Relatos da mídia sugeriram que uma petição para o referendo já havia sido assinada por 2.600.000 pessoas.
Em 31 de janeiro, o Conselho Constitucional rejeitou a proposta de referendo de uma emenda constitucional destinada a prorrogar o mandato de Nazarbayev até 2020, alegando que a emenda não especificava por quanto tempo e quantas vezes o mandato presidencial poderia ser prorrogado. Por conseguinte, a Corte encaminhou o assunto ao próprio Presidente, conforme exigido pela Constituição do Cazaquistão. Nazarbayev concordou em deixar de lado o referendo constitucional e imediatamente convocou uma eleição presidencial antecipada. Segundo analistas, Nazarbayev pode ter recuado do plano de prorrogação do prazo devido a reações negativas tanto dos EUA, da UE quanto da OSCE, e a fim de ganhar cinco anos de tempo para resolver questões sucessórias.

## Candidatos
Vinte e dois potenciais candidatos foram contados antes do início do processo de inscrição; seu número foi finalmente reduzido a quatro, incluindo nenhum líder da oposição estabelecido. Os rigorosos requisitos de registro incluem um rigoroso exame nas habilidades linguísticas cazaques (no dia a dia, hoje suplantados pela língua russa), bem como um alto número de assinaturas, mas nenhum critério claro para avaliação das habilidades linguísticas ou a verificação das listas de assinaturas está presente, fornecendo assim à administração ampla discrição. A lei que exige fluência no Cazaquistão foi promulgada na década de 1990, mas a aplicação nunca havia sido rigorosa em eleições anteriores. Os opositores acusaram que o teste foi administrado de forma a desqualificar os oponentes de Nazarbayev.
- A pouco conhecida ativista ambiental Musaghali Duambekov, líder do movimento Para um Planeta Verde e supostamente próxima do sobrinho do presidente Nursultan Nazarbayev, Qairat Satybaldy, fez o teste de língua cazaque necessário em 9 de fevereiro de 2011 e, assim, tornou-se o primeiro candidato.[8]
- O próprio Nazarbayev anunciou em 11 de fevereiro de 2011 que concorreria à reeleição.[9] Sua candidatura foi aprovada em 18 de fevereiro de 2011.[10]
- O ex-membro do parlamento Ualikhan Qaisarov havia feito o teste em 8 de fevereiro de 2011 e falhou.[8]
- No total, oito candidatos retiraram suas candidaturas ou reprovaram o teste obrigatório de língua cazaque. Mais tarde, durante a cerimônia de juramento, Nazarbayev foi relatado como caindo em vários erros linguísticos.[11]

| Candidato | Candidato            | Candidato | Partido político                         | Cargo público                         | Data de inscrição       |
| --------- | -------------------- | --------- | ---------------------------------------- | ------------------------------------- | ----------------------- |
|           | Nursultan Nazarbayev |           | Nur-Otan                                 | Presidente do Cazaquistão (1990-2019) | 18 de fevereiro de 2011 |
|           | Jambyl Ahmetbekov    |           | Partido Popular Comunista do Cazaquistão | Sem cargo público prévio              | 26 de fevereiro de 2011 |
|           | Gani Qasymov         |           | Partido dos Patriotas do Cazaquistão     | Membro dos Mazhilis (1999-2005)       | 28 de fevereiro de 2011 |
|           | Mels Eleusizov       |           | União Ecológica Tabigat                  | Sem cargo público prévio              | 28 de fevereiro de 2011 |

## Resultados
A participação relatada de quase 90% aumentou significativamente em relação à participação de 76,8% nas eleições de 2005. Devido à campanha eleitoral de baixo nível, isso levantou suspeitas de fraude eleitoral.
| Candidato                            | Partido                                  | Votos     | %      |
| ------------------------------------ | ---------------------------------------- | --------- | ------ |
| Nursultan Nazarbayev                 | Nur-Otan                                 | 7,850,958 | 95.55  |
| Gani Qasymov                         | Partido dos Patriotas do Cazaquistão     | 159,036   | 1.94   |
| Jambyl Ahmetbekov                    | Partido Popular Comunista do Cazaquistão | 111,924   | 1.36   |
| Mels Eleusizov                       | Tabighat                                 | 94,452    | 1.15   |
| Total                                | Total                                    | 8,216,370 | 100.00 |
|                                      |                                          |           |        |
| Votos válidos                        | Votos válidos                            | 8,216,370 | 99.24  |
| Votos inválidos/em branco            | Votos inválidos/em branco                | 62,857    | 0.76   |
| Total de votos                       | Total de votos                           | 8,279,227 | 100.00 |
| Eleitores registrados/comparecimento | Eleitores registrados/comparecimento     | 9,200,298 | 89.99  |
| Fonte: CEC                           |                                          |           |        |